# Зора дубровачка
Зора дубровачка (хрв. Zora dubrovačka) је хрватска теленовела снимана од 2013. до 2014. године.

## Улоге
| Глумац                     | Улога               |
| -------------------------- | ------------------- |
| Ален Ливерић               | Џиво Кнего          |
| Барбара Билић              | Јудита Кнего        |
| Јелена Перчин              | Деша Шимуновић      |
| Борис Лер                  | Маро Кесовија       |
| Ана Квргић                 | Дијана Кесовија     |
| Драган Деспот              | Шишко Кесовија      |
| Момчило Оташевић           | Филип Марковић      |
| Ивана Хорват               | Јана Леко           |
| Амар Буквић                | Борис Павела        |
| Сандра Лончарић            | Адела Кнего         |
| Јоланда Тудор              | Магдалена Леко      |
| Јасмин Мекић               | Дино Кесовија       |
| Ванеса Радман Инес Бојанић | Марис Кнего         |
| Мира Перић Краљек          | Глориа              |
| Ива Вујанић                | Зора Кнего Кесовија |
| Мирна Медаковић            | Аница Пркачин       |
| Фране Перишин              | Ловро Кордић        |
| Стефан Капичић             | Роко Сорго          |
| Тамара Гарбајс             | Соња Жупан          |
| Рада Мркшић                | Бојка Марковић      |

Глумица Ванеса Радман, која је тумачила лик Марис Кнего, се на снимању једне од епизода повредила. Наиме, крајем децембра 2013, у сцени где је у рукама носи глумац Амар Буквић, Амар се спотакао, те су обоје пали, а Ванеса је том приликом повредила леђа тако да није могла да глуми у наредним епизодама серије. Од 80. епизоде заменила ју је Инес Бојанић.